# Wilhelm Seifried
Wilhelm Seifried (* 7. August 1855 in Deizisau, Oberamt Esslingen; † 11. Januar 1927 in Lindorf) war ein württembergischer Landwirt, Schultheiß und Landtagsabgeordneter.

## Familie
Wilhelm Seifried war der Sohn des Landwirts Johann Wilhelm Seifried (* 1821) und der Elisabeth Friederike Dreizler (* 1828). Er hatte sechs Geschwister.

## Beruf
Nach der Volksschule besuchte er bis 1871 die Landwirtschaftsschule in Deizisau. Von 1871 bis 1875 arbeitete er als Aufseher auf dem Hofgut Tachenhausen. Von 1875 bis 1878 leistete er seinen Militärdienst bei den Ludwigsburger Ulanen ab. 1879 wurde er Landwirt in Lindorf. Dort war er seit 1882 Gemeindepfleger und Gemeinderat und von 1903 bis zu seinem Tod Schultheiß. 

## Politik
Von 1912 bis 1918 war Seifried Mitglied der Zweiten Kammer des württembergischen Landtags. 1919 und 1920 gehörte er der Verfassunggebenden Landesversammlung an. Er war Mitglied des Württembergischen Bauern- und Weingärtnerbunds (WBWB).